# چرخند گونو
چرخند گونو (به انگلیسی: Gonu Cyclone) ، قوی‌ترین چرخند حاره‌ای در دریای عمان و شمال اقیانوس هند که موسوم به دریای عرب است شناخته شده‌است. آغاز شکل‌گیری این چرخند از ۱۱ خرداد ۱۳۸۶ و نقطه اوج این طوفان با سرعت ۲۳۵ کیلومتر بر ساعت در ۱۴ خرداد ۱۳۸۶ توسط اداره هواشناسی کشور هند ثبت شد. این طوفان در ۱۵ خرداد ۱۳۸۶ وارد کشور عمان و در روز ۱۷ خرداد پس از عبور از دریای عمان تقویت شدن توسط آب‌های گرم این منطقه وارد کشور ایران شد، این طوفان به هر دو کشور خسارات فراوانی را وارد کرد.

## واکنش‌ها
در عمان رئیس کمیته دفاع مدنی ژنرال ملک سلیمان المعامری این کشور در برابر چرخند احتمالی آمادگی کامل را دارد، اقدامات کشور عمان برای مقابله با چرخند تخلیه جزیره ماسیرا و شهرهای ساحلی، تعطیل کردن پایانه نفتی مینا الفهال به مدت ۷۲ ساعت، فرودگاه السیب مسقط و فرودگاه صلاله به مدت ۲۰۰۰ ساعت پروازهای آن‌ها لغو شد.
در ایران تمام پروازهای فرودگاه کنارک به مدت ۴۸ ساعت لغو شد، و ۴۰۰۰۰ نفر از ساکنین ساحلی منطقه مکران به حدود یک کیلومتر از ساحل فاصله گرفتند.

## تأثیرات بر بازار نفت
چرخند گونو بر بازارهای نفت هم تأثیر گذاشت به طوریکه سبب افزایش قیمت نفت در بازار بورس نیویورک ۱٫۷ درصدی قیمت نفت در ماه ژوئیه ۲۰۰۷ شد. در سایر بازارها نیز قیمت نفت افزایش یافت.

## خسارات

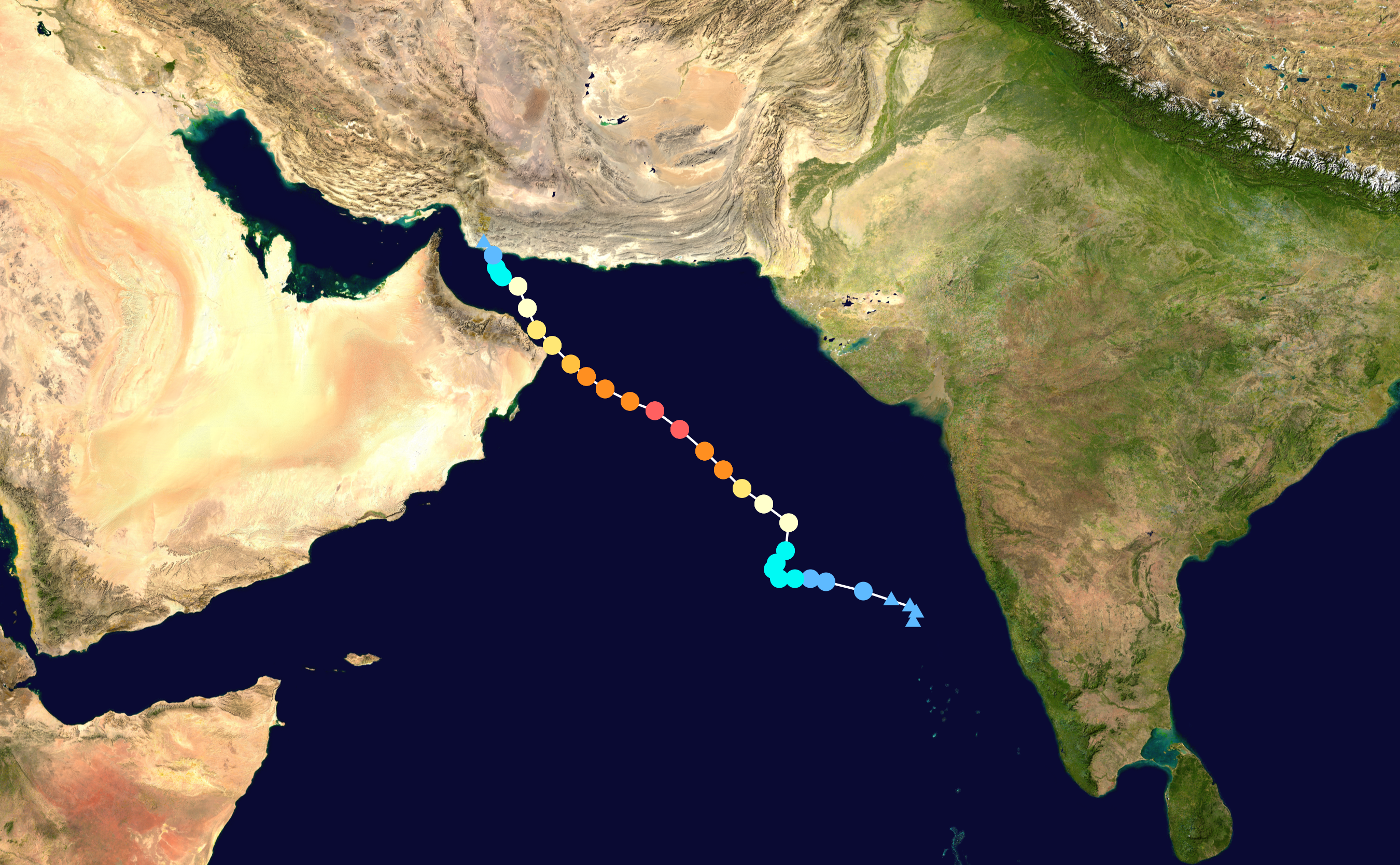
مسیر حرکت توفند چرخنده گونو ۱۳۸۶

### عمان
در مسقط سرعت باد به ۱۰۰ کیلومتر بر ساعت رسید وزش باد سبب توقف در کار پایانه‌های توزیع گاز مایع و قطع خطوط برق و تلفن شد.

### ایران
صاعقه ناشی باران ۴۰ خانه را دچار حریق کرد و سیلاب ناشی از باران خساراتی را به شهرهای نیکشهر و جاسک وارد کرد

### امارات
در کشور امارات طوفان سبب اختلال در عبور و مرور در فجیره شد و به ۱۲ قایق آسیب رساند.